# مانكو إنكا يوبانكي
مانكو إنكا يوبانكي (بالإسبانية: Manco Inca)‏ (1516–1544) (Manqu Inka Yupanki في كتشوا) كان مؤسس وملك (إنكا سابا) دولة إنكا الحديثة المستقلة في فيلكابامبا، على الرغم من أنه كان في الأصل دمية إمبراطور إنكا التي وضعها الإسبان. كان يُعرف أيضاً باسم «مانكو الثاني» و «مانكو كاباك الثاني». كان واحداً من أبناء واينا كاباك والأخ أصغر لواسكار.:150